# Nemoria dorsilinea
Nemoria dorsilinea är en fjärilsart som beskrevs av William Schaus 1912. Nemoria dorsilinea ingår i släktet Nemoria och familjen mätare. Inga underarter finns listade i Catalogue of Life.